# Muzeum Oceanograficzne w Monako

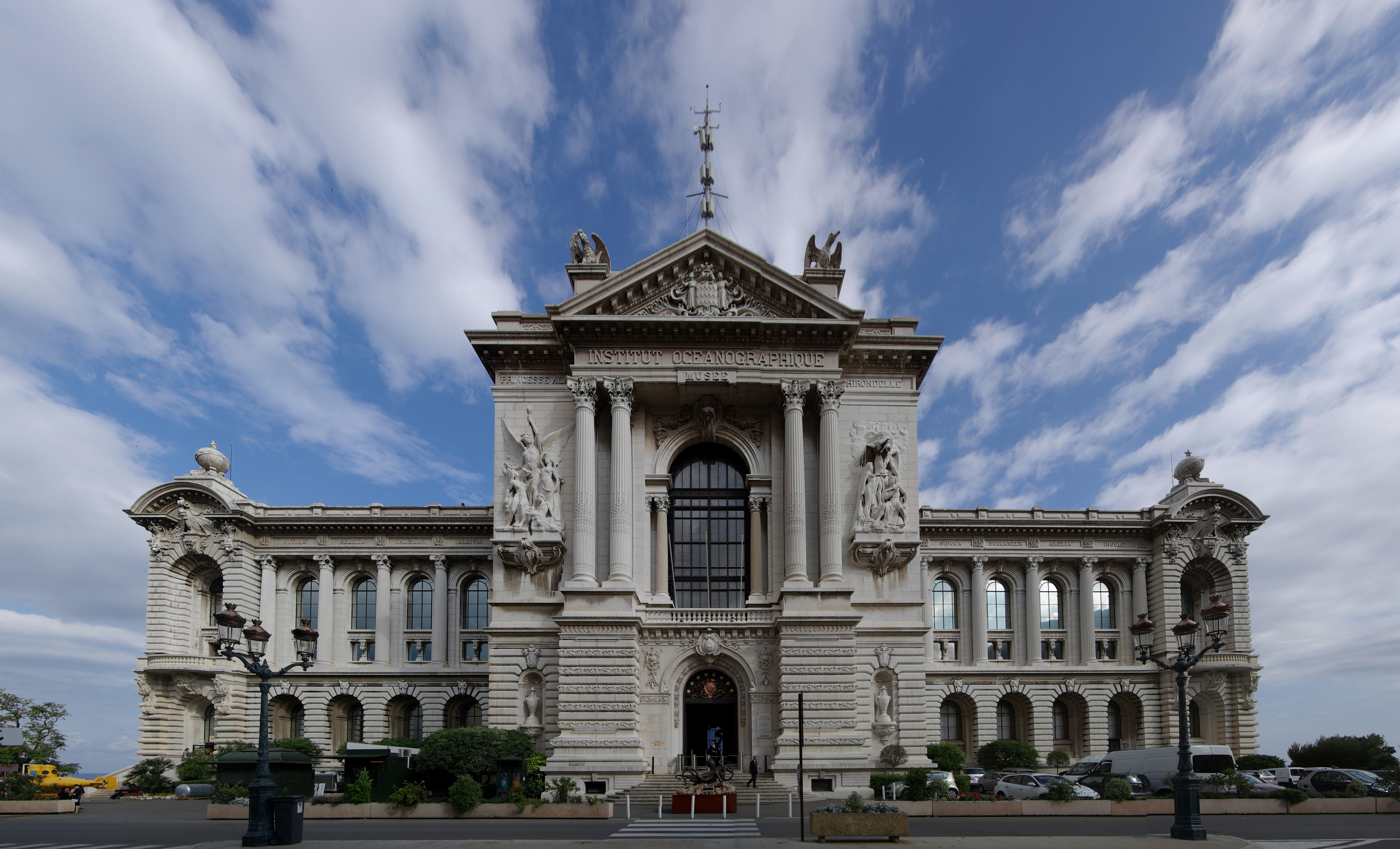
Muzeum Oceanograficzne w Monako (2011)

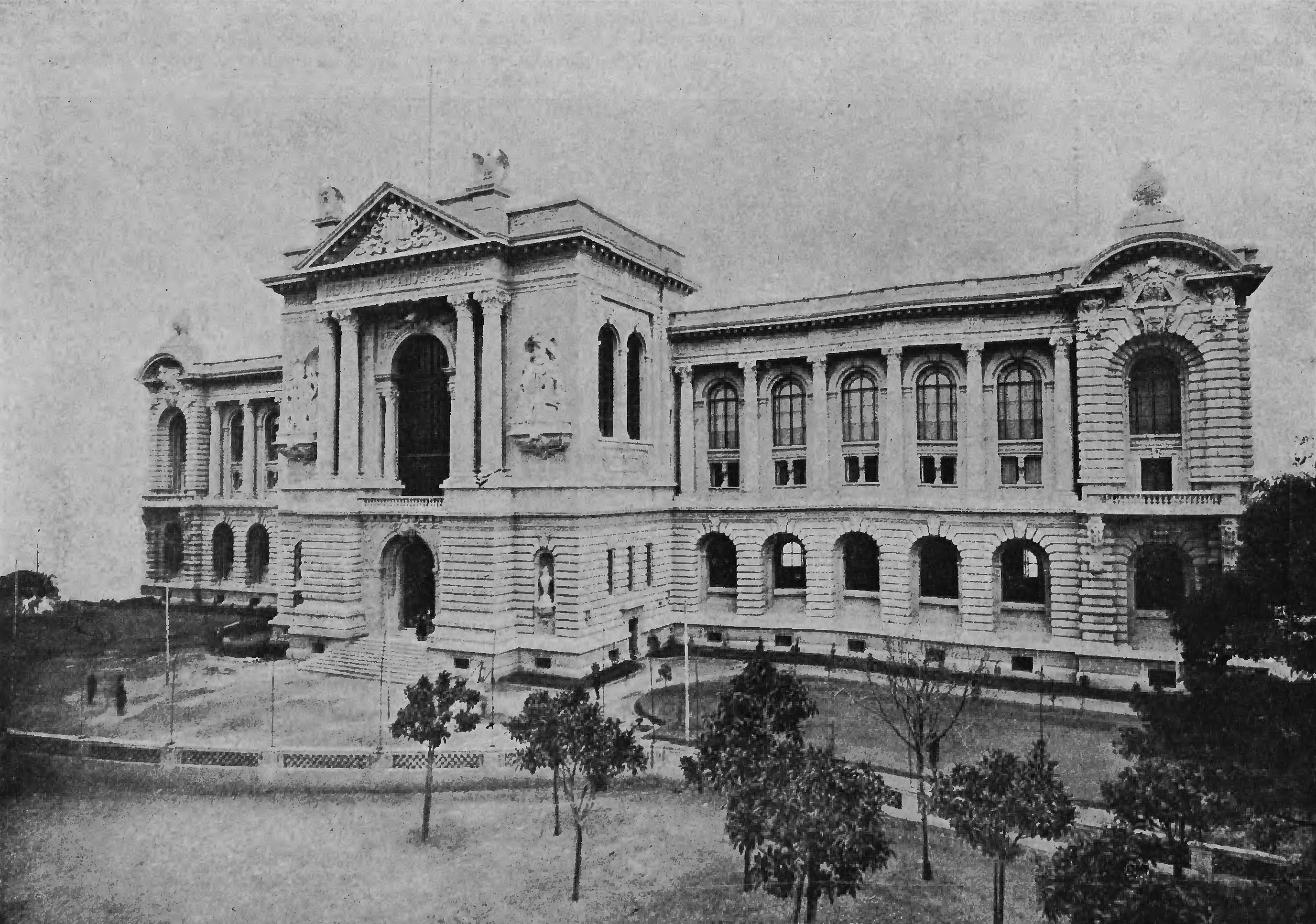
Gmach Muzeum w roku otwarcia 1910

Muzeum Oceanograficzne w Monako – muzeum założone w 1889 roku przez Księcia Monako Alberta I, otwarte w 1910 roku. Jest to jeden z najbardziej imponujących budynków w Księstwie. Albert I, słynny oceanograf, był założycielem tegoż Muzeum, a w 1906 roku Instytutu Oceanograficznego w Paryżu. Kierował nim przez wiele lat J. Y. Cousteau, który zyskał światową sławę dzięki swym badaniom na wszystkich oceanach.

## Historia Muzeum
W 1885 roku, kilka miesięcy po zapoznaniu się z wynikami ekspedycji naukowych prowadzonych przez prof. Milne – Edwardsa, Książę Albert I zaczął rozważać utworzenie laboratorium biologii morskiej. Projekt został zatwierdzony po doskonałym przyjęciu przez publiczność ekspozycji naukowych podczas wystawy światowej w Paryżu w 1889. Koncepcja zakładała pokazanie kolekcji eksponatów zgromadzonych podczas ekspedycji naukowych, miała także propagować nowiny naukowe dotyczące morza, jego zasobów i bioróżnorodności.

## Muzeum dziś
Obecnie, muzeum składa się z 90 zbiorników, które zamieszkuje około 6000 okazów ryb i 300 rodzin bezkręgowców. Basen rekinów ukazuje różnorodność rafy koralowej zamieszkałej przez liczne ryby tropikalnych i żywe koralowce.
W ramach międzynarodowego programu obejmującego akwaria publiczne na całym świecie, akwarium w Monako odgrywa ważną rolę w ochronie zagrożonych gatunków koralowców oraz zagrożonych koników morskich.
Muzeum Oceanograficzne posiada bezcenną kolekcję sztuki i rzemiosła związanych z morzem i oferuje możliwość uczenia się i odkrywania różnorodności świata morskiego.
Jest to miejsce informacji i współpracy między naukowcami i szeroką publicznością. Połączenie Sztuki i Nauki jest jednym z podstawowych celów utworzenia Muzeum Oceanograficznego.
W otaczającym muzeum parku staraniem mieszkańców księstwa stanął pomnik, przedstawiający księcia Alberta w sztormiaku, stojącego za kołem sterowym i spoglądającego ku pobliskiemu morzu.